# Norman Anderson
Norman Anthony „Quest” Anderson (ur. 25 stycznia 1997 w San Pedro) – belizeński piłkarz występujący na pozycji prawego pomocnika lub obrońcy, reprezentant kraju, obecnie zawodnik Verdes.

## Kariera klubowa
Anderson pochodzi z wsi San Pedro. W piłkę nożną zaczynał grać jako ośmiolatek, zaś w wieku czternastu lat dołączył do klubu Belmopan Bandits FC. Zdobył z nią siedem mistrzostw Belize (2013/2014 Closing, 2014/2015 Opening, 2015/2016 Closing, 2016/2017 Opening, 2016/2017 Closing, 2017/2018 Closing, 2018/2019 Opening) oraz trzy wicemistrzostwa Belize (2014/2015 Closing, 2017/2018 Opening, 2018/2019 Closing). Równocześnie studiował na University of Belize i występował w uczelnianej drużynie piłkarskiej. W marcu 2019 za wszczęcie bójki na jednym z meczów ligi uniwersyteckiej został dyscyplinarnie zawieszony przez Belmopan Bandits na trzy mecze, zaś przez Belizeński Związek Piłki Nożnej na pół roku (nie mógł w tym czasie występować w drużynie narodowej).
W 2019 roku Anderson przeszedł do klubu Verdes FC. Wywalczył z nim tytuł mistrza Belize (2019/2020 Opening).

## Kariera reprezentacyjna
W lipcu 2014 Anderson w barwach reprezentacji Belize U-20 prowadzonej przez Edmunda Pandy’ego Sr. wziął udział w turnieju kwalifikacyjnym do Mistrzostw CONCACAF U-20. Jego drużyna z kompletem sześciu porażek zajęła wówczas ostatnie miejsce w tabeli i nie zakwalifikowała się na kontynentalny czempionat. W grudniu 2017 został powołany przez Ryszarda Orłowskiego na Igrzyska Ameryki Środkowej w Managui. Wraz ze swoim zespołem odpadł z męskiego turnieju piłkarskiego w fazie grupowej.
W sierpniu 2015 Anderson znalazł się w ogłoszonym przez Edmunda Pandy’ego Sr. składzie reprezentacji Belize U-23 na środkowoamerykańskie preeliminacje do Igrzysk Olimpijskich w Rio de Janeiro. Belizeńczycy przegrali obydwa spotkania i odpadli z dalszej rywalizacji.
Do seniorskiej reprezentacji Belize Anderson został powołany na konsultacje już w listopadzie 2014. Zadebiutował w niej jednak dopiero za kadencji selekcjonera Palmiro Salasa, 22 marca 2018 w wygranym 4:2 meczu towarzyskim z Grenadą.